# Henry Keene
Pour les articles homonymes, voir Keene.
Ne doit pas être confondu avec Henry George Keene.
Henry Keene est un architecte anglais, né le 15 novembre 1726 et mort le 8 janvier 1776. Il est connu pour ses œuvres néo-classiques et néo-gothiques construites principalement en Angleterre.

## Biographie
Keene naît en 1726 dans la banlieue de Londres. À 20 ans, il devient géomètre-expert près le doyen et chapitre de Westminster (en). Il est nommé géomètre-expert de la structure de l'abbaye de Westminster (en) six ans plus tard. Il travaille plusieurs fois en Irlande entre 1752 et 1766, mais la quasi-totalité de ses édifices substitant aujourd'hui se trouvent en Angleterre, principalement à Londres et Oxford, où il possédait des maisons, mais aussi dans les campagnes anglaises. Alors que la plupart de ses œuvres sont de style néo-classique, Keene est aussi un des premiers architectes du néo-gothique de type Strawberry Hill, s'étant inspiré des détails gothiques de l'abbaye de Westminster.
Son fils Theodosius Keene (en), également architecte, est connu pour avoir conçu Racton Monument (en).
Henry Keene meurt en 1766 dans sa rédidence de Ealing, en banlieue londonienne.

## Quelques bâtiments toujours conservés
- Château de Hartlebury (Worcestershire) — rénovation de la Chapel dans un style gothique, vers 1750
- Trinity College (Dublin) — Façade ouest de College Green avec John Sanderson, 1752–59
- Hartwell (Buckinghamshire) — église gothique (actuellement en ruines), 1753–55
- High Wycombe (Bucks.) — Refonte de l'église dans un style gothique, 1754 ; conception du Guildhall, 1757
- Bowood House (Wiltshire) — étables, 1754
- Hartwell House (Bucks.) — reconstruction de la façade, etc., 1759–61
- Arbury Hall (Warwickshire) — plan de la refonte en gothique commandés par Sir Roger Newdigate, 1762
- observatoire Radcliffe (Oxford) — début des plans, 1772–76 (achevé par son fils Theodosius sous la supervision de James Wyatt, 1794)
- Worcester College — logement du recteur et achèvement de George Clarke's Terrace, 1773–76

## Sources
- (en) Cet article est partiellement ou en totalité issu de l’article de Wikipédia en anglais intitulé « Henry Keene » (voir la liste des auteurs).
- (en) H.M. Colvin, Biographical Dictionary of English Architects 1660-1840, Londres, John Murray, 1954.